# Mads Junker
Mads Junker (født 21. april 1981 i Humlebæk) er en tidligere dansk professionel fodboldspiller. Hans primære position på banen var i angrebet. Han var under VM 2014 ekspert på DR og under VM 2022 ekspert på TV 2.

## Spillerkarriere
Junker kom til FC Nordsjælland fra Brøndby IF d. 1. juli 2004, hvor angriberen nåede 55 kampe og 31 mål, inden han d. 5 januar 2006 skiftede til hollandske SBV Vitesse i Arnhem, Holland, på en 4½-årig kontrakt. Der fik han, d. 15-01-2006, debut mod Feyenoord i Arnhem – en kamp som Feyenoord vandt 1-0. Op til sæsonen 2009/10 blev Junker udlejet til Roda JC.
Den 16. august 2006 debuterede han på det danske A-landshold i venskabskampen mod Polen, som blev vundet med 2-0. Han har desuden spillet på diverse ungdomslandshold (10 kampe i alt. Junkers landskamp nummer to var onsdag den 11. august 2010 i Parken mod et reservespækket tysk landshold, som stillede op uden nogen nævneværdige spillere fra deres VM bronzesucces. Junker kom på banen efter 55 minutter i stedet for Nicklas Pedersen. Junker scorede til slutresultatet 2-2 efter et enormt drop af den tysker keeper Tim Wiese.
I midten af juni 2012 underskrev Junker en toårig kontrakt med den belgiske Jupiler Pro League-klub KV Mechelen.
I juli 2014 skrev Junker under på en kontrakt med Indian Super League-klubben Delhi Dynamos FC.

## Landsholdskarriere
Junker fik sin debut for det danske fodboldlandshold den 16. august 2006 i en venskabskamp mod Polens fodboldlandshold, da han erstattede Nicklas Bendtner i det 67. minut. Inden da havde han spillet seks kampe for Danmark U/21, fem kampe for Danmark U/20 og to kampe for Danmark U/19.    

### Landsholdsmål
Danmarks mål er først.
| # | Dato            | Stadion            | Modstander | Score | Resultat | Type         |
| - | --------------- | ------------------ | ---------- | ----- | -------- | ------------ |
| 1 | 11. august 2010 | København, Danmark | Tyskland   | 2–2   | 2–2      | Venskabskamp |